# La Fille de Capri
Pour plus de détails, voir Fiche technique et Distribution.
La Fille de Capri (titre original : For the First Time)  est une comédie musicale italo-germano-américaine réalisée par Rudolph Maté, sortie 1959.

## Synopsis
Attendu pour un récital à la Scala, le chanteur Tonio Costa préfère céder à ses envies et chanter dans les rues pour les passants. À Capri, Tonio tombe amoureux de Christina, une jeune fille sourde qui s'éprend également du chanteur. Afin de soigner la surdité de la jeune fille, il décide d'abandonner sa vie de bohême pour pouvoir lui offrir une opération. 

## Fiche technique
- Titre français : La Fille de Capri
- Titre original américain : For the First Time
- Titre italien : Come prima
- Titre allemand : Serenade einer großen Liebe
- Réalisation : Rudolph Maté
- Scénario :  Andrew Solt
- Musique : George Stoll
- Directeur de la photographie : Aldo Tonti
- Montage : Gene Ruggiero
- Production : Corona Filmproduktion, Orion Films, Titanus
- Distribution : Metro-Goldwyn-Mayer
- Pays de production :  États-Unis -  Italie -  Allemagne de l'Ouest
- Langue originale : anglais
- Genre : Film musical
- Durée : 92 minutes
- Date de sortie : 
  - Allemagne de l'Ouest : 26 février 1959

## Distribution
- Mario Lanza : Tonio Costa
- Johanna von Koczian : Christa
- Kurt Kasznar : Ladislas Tabory
- Hans Söhnker : Professeur Bruckner
- Annie Rosar : Mathilde Faktotum
- Sandro Giglio : Alessandro
- Walter Rilla : Dr. Bessart
- Renzo Cesana : Angelo
- Peter Capell : Leopold Hübner
- Michael Cosmo : Aldo
- Zsa Zsa Gabor : Gloria De Vadnuz